# Taio
Taio é uma comuna italiana da região do Trentino-Alto Ádige, província de Trento, com cerca de 2.536 habitantes. Estende-se por uma área de 11 km², tendo uma densidade populacional de 231 hab/km². Faz fronteira com Sanzeno, Coredo, Tassullo, Tres, Nanno, Vervò, Denno, Ton.